# Les Autels-Villevillon
Pour les articles homonymes, voir Les Autels.
Les Autels-Villevillon sont une commune française située dans le département d'Eure-et-Loir en région Centre-Val de Loire.

## Géographie

### Situation
La commune des Autels-Villevillon se situe au cœur du Perche-Gouët.

Situation géographique
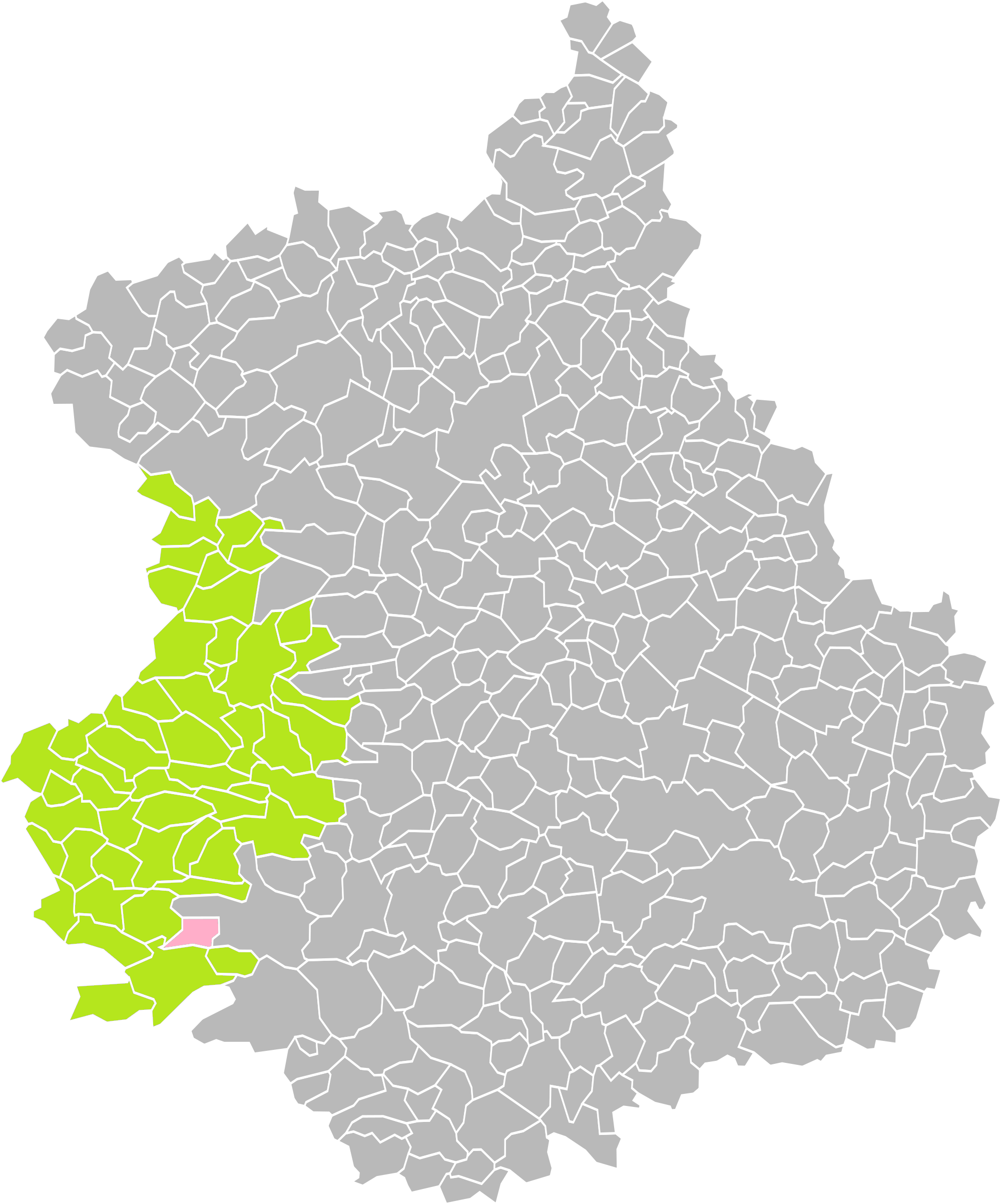
Les Autels-Villevillon dans leur arrondissement.
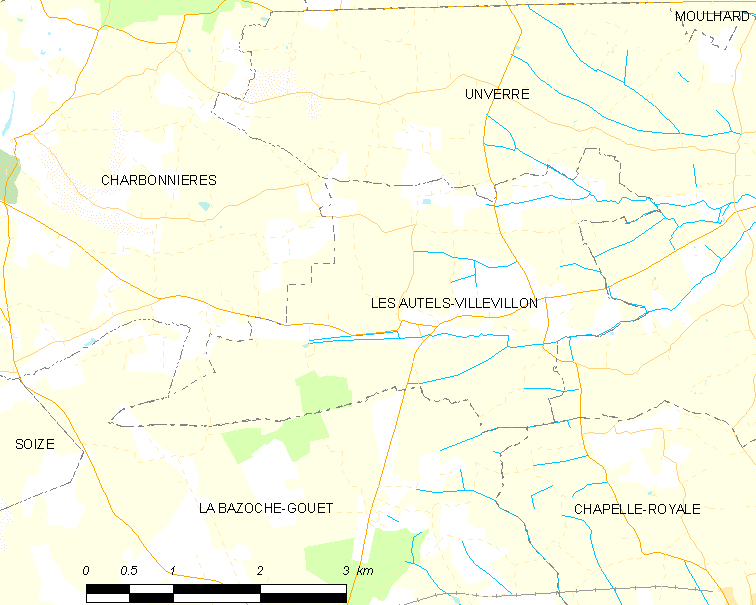
Carte de la commune des Autels-Villevillon.

### Communes limitrophes
|               | Moulhard               |                 |
| Charbonnières | des Autels-Villevillon | Unverre         |
|               | La Bazoche-Gouet       | Chapelle-Royale |

### Hydrographie
- La commune est traversée par le Sainte-Suzanne, affluent en rive droite de l'Ozanne, sous-affluent de la Loire par le Loir, la Sarthe et la Maine.
- La commune est également traversée par la Sonnette, un affluent du Sainte-Suzanne.

### Climat
Pour des articles plus généraux, voir Climat du Centre-Val de Loire et Climat d'Eure-et-Loir.
En 2010, le climat de la commune est de type climat océanique dégradé des plaines du Centre et du Nord, selon une étude du CNRS s'appuyant sur une série de données couvrant la période 1971-2000. En 2020, Météo-France publie une typologie des climats de la France métropolitaine dans laquelle la commune est exposée à un climat océanique altéré et est dans la région climatique  Moyenne vallée de la Loire, caractérisée par une bonne insolation (1 850 h/an) et un été peu pluvieux. 
Pour la période 1971-2000, la température annuelle moyenne est de 10,4 °C, avec une amplitude thermique annuelle de 14,8 °C. Le cumul annuel moyen de précipitations est de 704 mm, avec 11,9 jours de précipitations en janvier et 7,9 jours en juillet. Pour la période 1991-2020, la température moyenne annuelle observée sur la station météorologique de Météo-France la plus proche, sur la commune de Miermaigne à 8 km à vol d'oiseau, est de 11,1 °C et le cumul annuel moyen de précipitations est de 755,3 mm,. Pour l'avenir, les paramètres climatiques de la commune estimés pour 2050 selon différents scénarios d'émission de gaz à effet de serre sont consultables sur un site dédié publié par Météo-France en novembre 2022.

## Urbanisme

### Typologie
Au 1er janvier 2024, Les Autels-Villevillon sont catégorisés commune rurale à habitat très dispersé, selon la nouvelle grille communale de densité à 7 niveaux définie par l'Insee en 2022.
Elle est située hors unité urbaine et hors attraction des villes,.

### Occupation des sols
L'occupation des sols de la commune, telle qu'elle ressort de la base de données européenne d’occupation biophysique des sols Corine Land Cover (CLC), est marquée par l'importance des territoires agricoles (97,8 % en 2018), une proportion identique à celle de 1990 (97,8 %). La répartition détaillée en 2018 est la suivante : 
terres arables (80,5 %), prairies (17,2 %), forêts (2,2 %). L'évolution de l’occupation des sols de la commune et de ses infrastructures peut être observée sur les différentes représentations cartographiques du territoire : la carte de Cassini (XVIIIe siècle), la carte d'état-major (1820-1866) et les cartes ou photos aériennes de l'IGN pour la période actuelle (1950 à aujourd'hui).

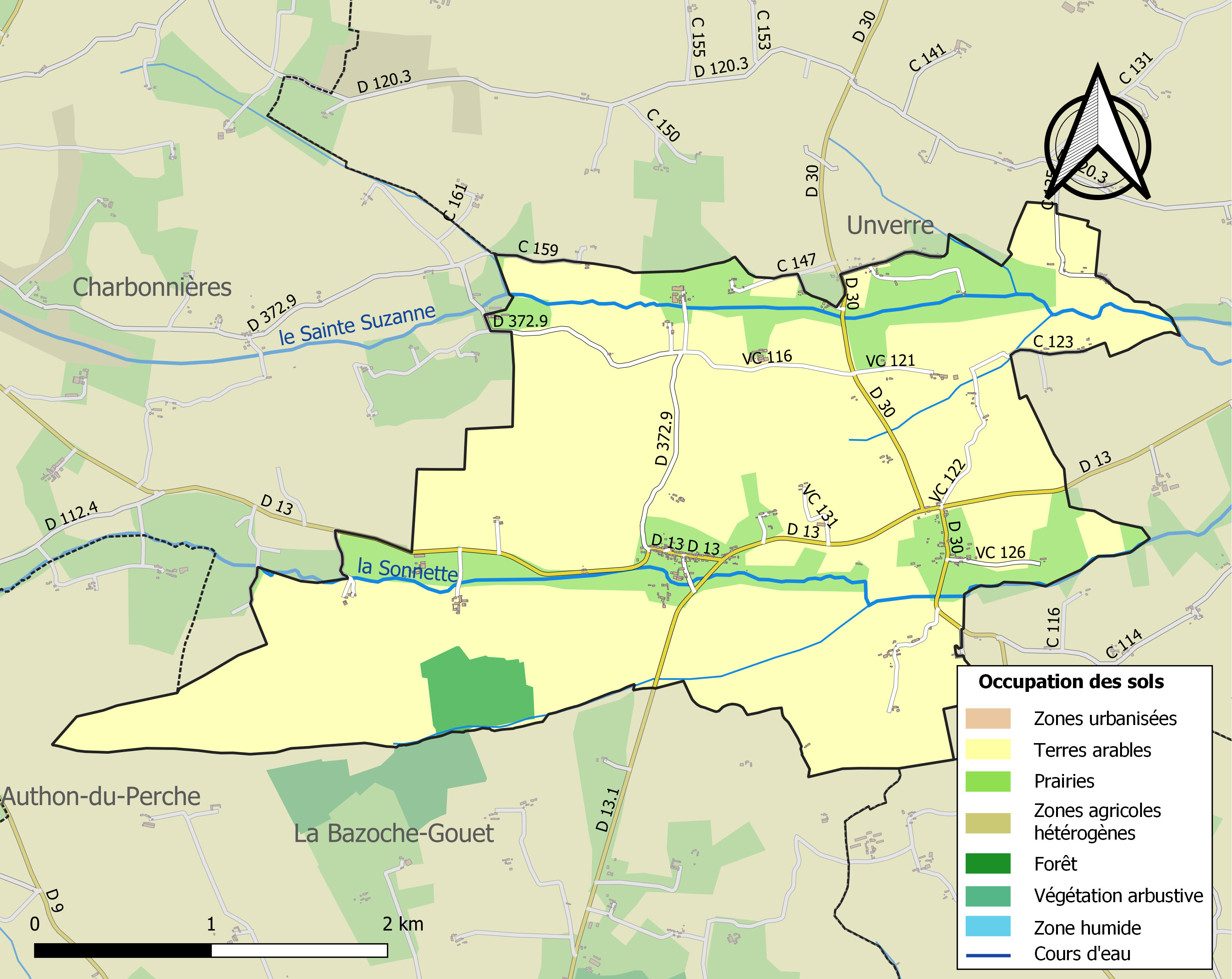
Carte des infrastructures et de l'occupation des sols de la commune en 2018 (CLC).

### Risques majeurs
Le territoire de la commune des Autels-Villevillon est vulnérable à différents aléas naturels : météorologiques (tempête, orage, neige, grand froid, canicule ou sécheresse), inondationset séisme (sismicité très faible). Il est également exposé à un risque technologique, le transport de matières dangereuses. Un site publié par le BRGM permet d'évaluer simplement et rapidement les risques d'un bien localisé soit par son adresse soit par le numéro de sa parcelle.

#### Risques naturels
Certaines parties du territoire communal sont susceptibles d’être affectées par le risque d’inondation par débordement de cours d'eau, notamment la Sonnette et le Sainte-Suzanne. La commune a été reconnue en état de catastrophe naturelle au titre des dommages causés par les inondations et coulées de boue survenues en 1999,.

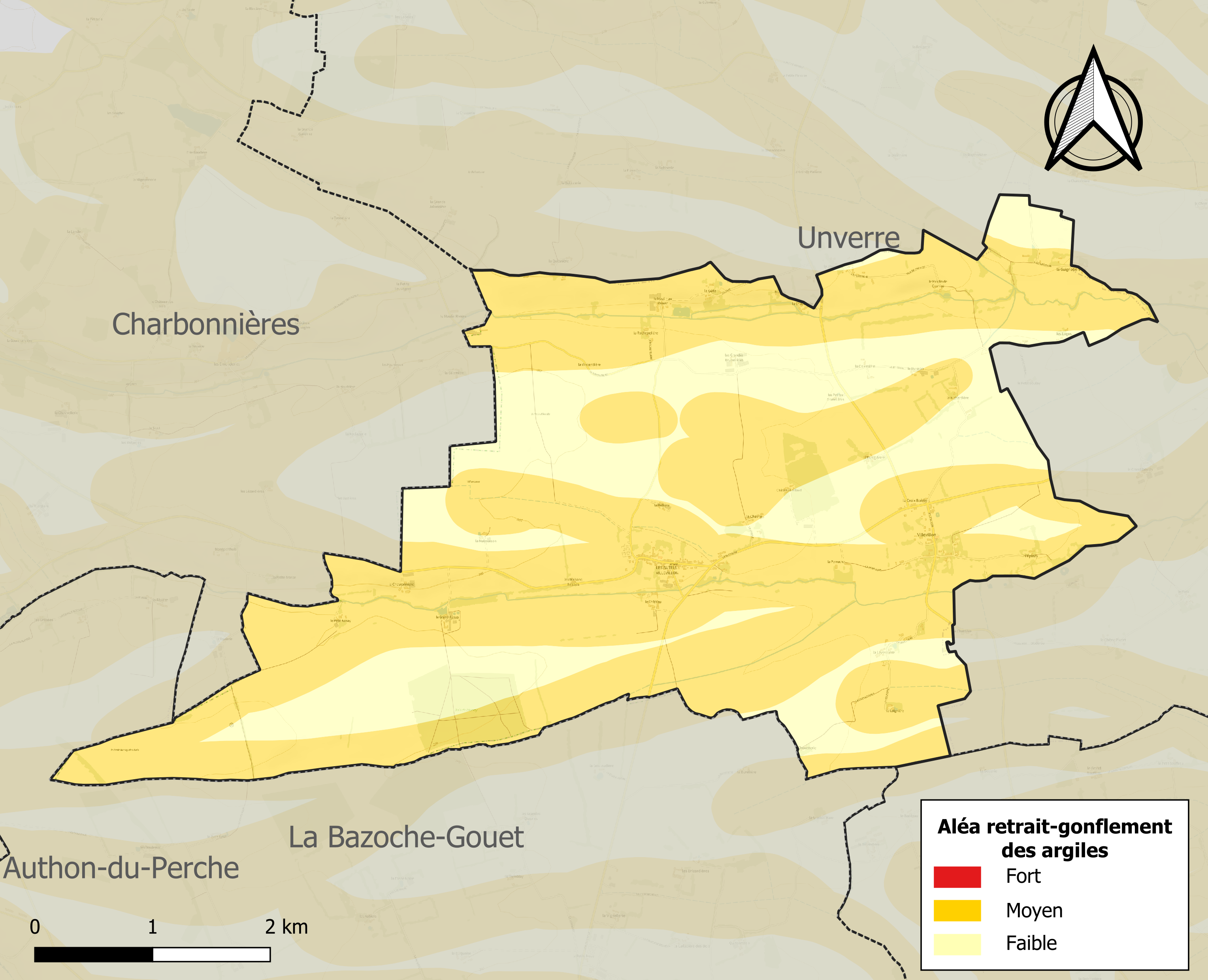
Carte des zones d'aléa retrait-gonflement des sols argileux des Autels-Villevillon.

Le retrait-gonflement des sols argileux est susceptible d'engendrer des dommages importants aux bâtiments en cas d’alternance de périodes de sécheresse et de pluie. 71,4 % de la superficie communale est en aléa moyen ou fort (52,8 % au niveau départemental et 48,5 % au niveau national). Sur les 137 bâtiments dénombrés sur la commune en 2019, 116 sont en aléa moyen ou fort, soit 85 %, à comparer aux 70 % au niveau départemental et 54 % au niveau national. Une cartographie de l'exposition du territoire national au retrait gonflement des sols argileux est disponible sur le site du BRGM,.
Concernant les mouvements de terrains, la commune a été reconnue en état de catastrophe naturelle au titre des dommages causés par des mouvements de terrain en 1999.

#### Risques technologiques
Le risque de transport de matières dangereuses sur la commune est lié à sa traversée par des infrastructures routières ou ferroviaires importantes ou la présence d'une canalisation de transport d'hydrocarbures. Un accident se produisant sur de telles infrastructures est en effet susceptible d’avoir des effets graves au bâti ou aux personnes jusqu’à 350 m, selon la nature du matériau transporté. Des dispositions d’urbanisme peuvent être préconisées en conséquence.

## Toponymie
Les Autels-Villevillon sont nés de la fusion en 1835 des communes des Autels-Saint-Éloi et de Villevillon.
Le nom de la localité est attesté sous la forme latine Altaria-juxta-villam-Villonolis en 1250 ; l'une des deux paroisses était nommée les Autels-Lesseville, en 1707, du nom des seigneurs du lieu; Les Autels-Saint-Éloi de 1738 préfère l'appellation du saint patron, ces deux termes ayant été utilisés jusqu'en 1801 ; la période révolutionnaire  baptisa la commune du nom de son ruisseau, la Sonnette.
Les Autels semble rappeler la présence d'autels multiples dans l'église de Saint-Éloi.

## Politique et administration

### Liste des maires
| Période                                  | Période         | Identité          | Étiquette | Qualité              |
| ---------------------------------------- | --------------- | ----------------- | --------- | -------------------- |
| Mars 2001                                | Mars 2008       | Christian Heuland |           |                      |
| mars 2008                                | Mars 2014       | Claudette Provôt  |           | Secrétaire de mairie |
| mars 2014                                | 22 juillet 2021 | Luc Callu,        |           | Ancien ouvrier       |
| Les données manquantes sont à compléter. |                 |                   |           |                      |

## Population et société

### Démographie
L'évolution du nombre d'habitants est connue à travers les recensements de la population effectués dans la commune depuis 1793. Pour les communes de moins de 10 000 habitants, une enquête de recensement portant sur toute la population est réalisée tous les cinq ans, les populations de référence des années intermédiaires étant quant à elles estimées par interpolation ou extrapolation. Pour la commune, le premier recensement exhaustif entrant dans le cadre du nouveau dispositif a été réalisé en 2005.

En 2022, la commune comptait 110 habitants, en évolution de −29,03 % par rapport à 2016 (Eure-et-Loir : −0,23 %, France hors Mayotte : +2,11 %).
| 1793 | 1800 | 1806 | 1821 | 1831 | 1836 | 1841 | 1846 | 1851 |
| ---- | ---- | ---- | ---- | ---- | ---- | ---- | ---- | ---- |
| 190  | 161  | 188  | 185  | 181  | 470  | 506  | 542  | 579  |

| 1856 | 1861 | 1866 | 1872 | 1876 | 1881 | 1886 | 1891 | 1896 |
| ---- | ---- | ---- | ---- | ---- | ---- | ---- | ---- | ---- |
| 582  | 544  | 546  | 515  | 501  | 537  | 517  | 520  | 515  |

| 1901 | 1906 | 1911 | 1921 | 1926 | 1931 | 1936 | 1946 | 1954 |
| ---- | ---- | ---- | ---- | ---- | ---- | ---- | ---- | ---- |
| 512  | 516  | 479  | 405  | 423  | 389  | 390  | 350  | 336  |

| 1962 | 1968 | 1975 | 1982 | 1990 | 1999 | 2005 | 2006 | 2010 |
| ---- | ---- | ---- | ---- | ---- | ---- | ---- | ---- | ---- |
| 283  | 281  | 200  | 140  | 135  | 120  | 138  | 137  | 165  |

| 2015 | 2020 | 2022 | - | - | - | - | - | - |
| ---- | ---- | ---- | - | - | - | - | - | - |
| 155  | 118  | 110  | - | - | - | - | - | - |

## Culture locale et patrimoine

### Lieux et monuments

#### Église Notre-Dame de Villevillon
Inscrit MH (2006).
Millénaire, sauvegardée et restaurée par une association,.

L'église Notre-Dame
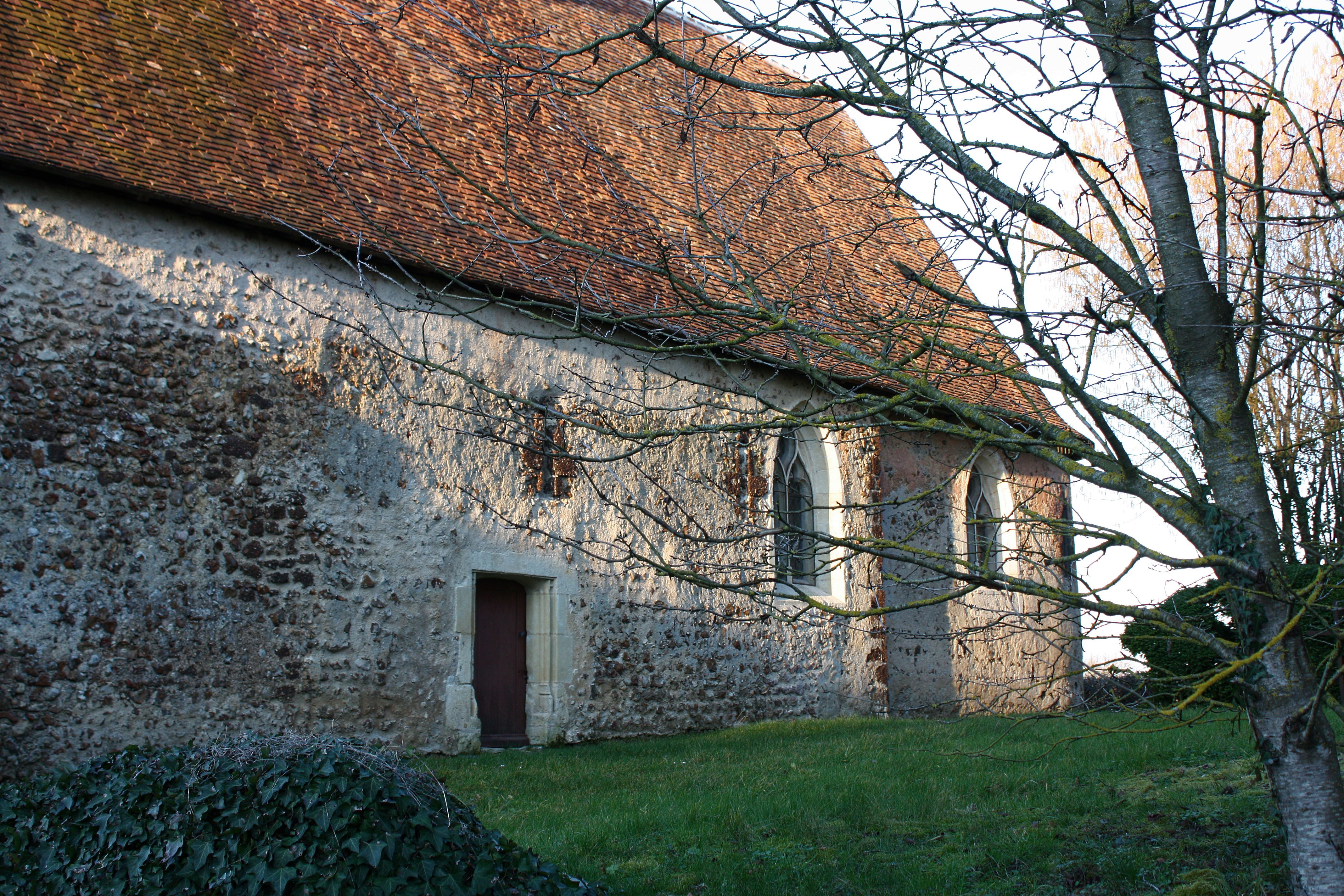
La nef vue du sud-ouest.
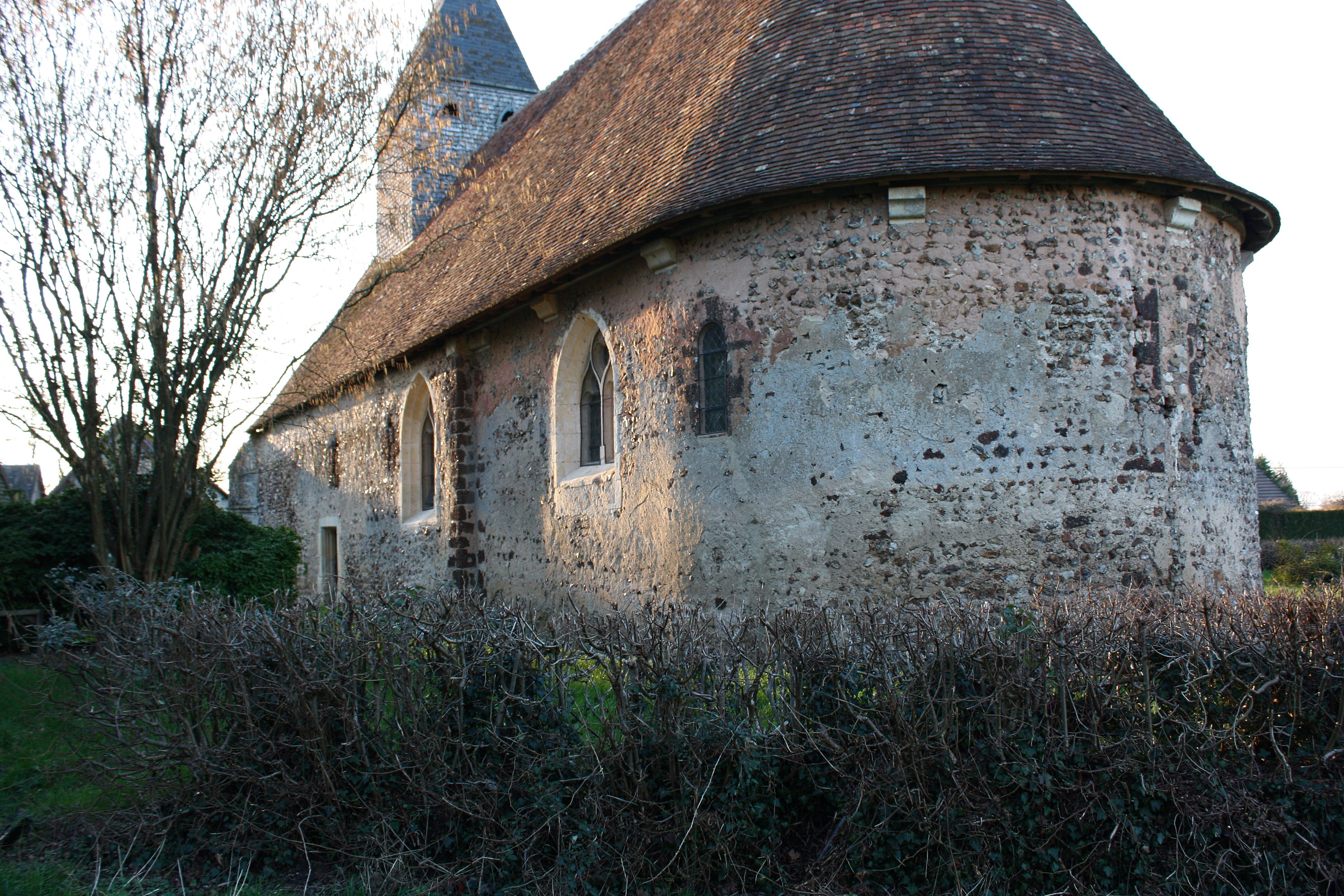
Vue générale du sud-est.

#### Église Saint-Éloi des Autels
L'église Saint-Éloi des Autels est bâtie en pierre de grison. L'entrée s'effectue par une porte à anse de panier.
Les verrières datent de 1869 et représentent la Vierge à l’enfant, saint Joseph, saint Blaise, saint Éloi, la Nativité, l'adoration des mages, la Cène, la  Résurrection et l’Ascension.
Les fonts baptismaux de 1866 sont insérés dans le mur.

### Personnalités liées à la commune
- Jacky Jaulneau (1952- ), ancien député de la troisième circonscription d'Eure-et-Loir, est né dans la commune.

### Héraldique
| Blason de Les Autels-Villevillon | Blason  | D'argent à trois chevrons de gueules; au chef parti, au 1erd'or au fer à cheval de sable, au 2e d'azur à la rose d'or et à la foi alésée d'argent brochant sur la partition. |
| Blason de Les Autels-Villevillon | Détails | Le statut officiel du blason reste à déterminer. |